# Star Wars Jedi Knight II: Jedi Outcast
Star Wars Jedi Knight II: Jedi Outcast is een computerspel ontwikkeld door Raven Software en uitgegeven door LucasArts en Aspyr Media voor Windows en Mac OS X. Het schietspel is uitgekomen op 26 maart 2002.
Het spel is eind 2002 geporteerd naar de GameCube en Xbox.

## Plot
Het plot volgt het avontuur van Kyle Katarn en zijn gevecht tegen de Dark Jedi Desann en zijn volgers.

## Spel
Het spel heeft een sterke nadruk op gevechten met de lightsaber. Spelers kunnen hiermee ook aanvallen afweren. De speler kiest of hij met een perspectief vanuit de eerste of derde persoon wil spelen.
In het singleplayergedeelte speelt men de verhaallijn met Kyle Katarn, in het multiplayergedeelte is er de keuze uit de spelmodi "Free-for-all", "Team Deathmatch" en "Capture the flag".

## Ontvangst
| Recensiescore       | Recensiescore |
| Recensieverzamelaar | Score         |
| ------------------- | ------------- |
| Metacritic          | 89% (PC)      |
| Publicist           | Score         |
| Eurogamer           | 7             |
| Game Informer       | 9,5           |
| GameSpot            | 4,5/5         |
| GameSpy             | 4/5           |
| IGN                 | 9             |

Star Wars Jedi Knight II: Jedi Outcast werd positief ontvangen. Men prees de gameplay, graphics en het levelontwerp. Op aggregatiewebsite Metacritic heeft het spel een verzamelde score van 89% (PC).